# Engelbert Pigal

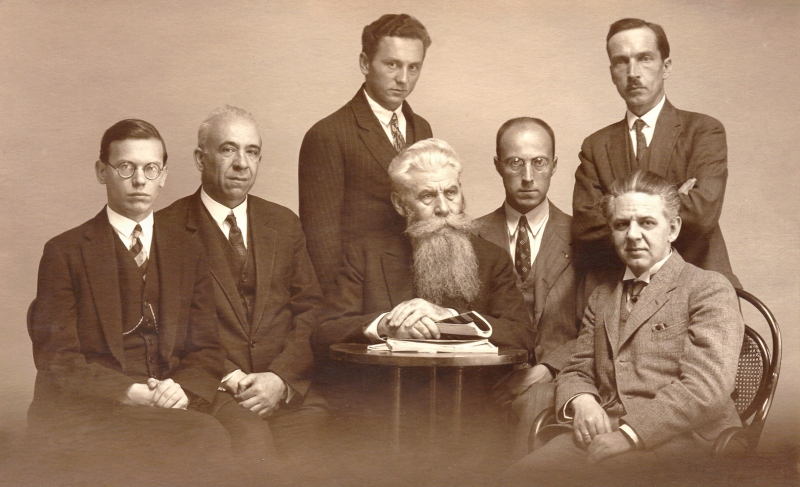
Engelbert Pigal, Karl Janotta, A. Deminger, Hanns Hörbiger, Eugen Moess, Franz Houdek, Johann Robert Hörbiger.

Engelbert Pigal (1899? – 24 april 1978) was een Oostenrijkse ingenieur. Als spreker van Interlingua en twee andere hulptalen, schreef hij twee kosmologische monografieën in Interlingua.

## Leven
Als jongere leerde Pigal de hulptaal Ido. In 1921 trad hij toe tot de voorbereidingscommissie voor het eerste Ido-congres in Wenen. Op de Ido-conferentie van 1926 in Cassel schokte hij veel luisteraars door een presentatie te geven over de naturalistische hulptaal Occidental. Het jaar daarop begonnen hij en Karl Janotta te werken voor Occidental in Oostenrijk. Pigal was redacteur en co-auteur van Occidental, die Weltsprache ('Occidental, de wereldtaal'), het belangrijkste werk over deze taal. In een later werk, Ab Occidental verso Interlingua ("Van Occidental naar Interlingua"), liet hij zien waarom hij Interlingua als het betere alternatief beschouwde.
Tussen 1931 en 1938 was Pigal wetenschappelijk directeur van het Hoerbiger Instituut in Wenen. In deze functie heeft hij onderzocht Hans Hoerbiger's theorie van glaciale kosmologie. Hij publiceerde twee monografieën over kosmologie in Interlingua, Problematica del cosmologia moderne en Astro-Geologia. In het tweede werk probeerde hij fundamentele problemen van de geologie op te lossen, zoals de oorsprong van bergen en oceanen, met behulp van de exacte methode van de fysica en zijn eigen theorie van planetaire interferentie.
Later haalde Pigal professor Eugen Wüster, ook uit Oostenrijk, over om Interlingua te gebruiken in zijn werk om de internationale wetenschappelijke terminologie te standaardiseren. Dit werk leidde tot de oprichting van de machtige International Organization for Standardization (ISO). Tot zijn dood op 80-jarige leeftijd, was Pigal lid van de Raad van de Union Mundial pro Interlingua en was de nationale Interlingua vertegenwoordiger in Oostenrijk.